# 本庄房長
本庄 房長（ほんじょう ふさなが）
- 室町時代の人物。三河守を称す。
- 戦国時代の人物。大和守を称す。

## 本庄房長 (三河守)
本条 房長（ほんじょう ふさなが）は、室町時代の人物。越後の国人である本庄氏当主。本庄長員の子。本庄時長の父。三河守。
本庄氏は揚北衆の一氏であり、秩父氏の流れを汲む。
守護の上杉氏の支配に対し反抗的で、延徳元年（1489年）反乱を起こし、数年後の明応2年（1493年）、同じ揚北衆の黒川頼実と共に守護上杉房定に反乱を起こすなど、独自勢力を保持した。下記の房長は孫である。

## 本庄房長 (大和守)
本庄 房長（ほんじょう ふさなが、? - 天文8年11月28日（1540年1月7日））は、戦国時代の武将。越後の国人である本庄氏当主。本庄時長の子。本庄繁長の父。大和守。なお、祖父（時長の父）は同名の「房長」である。
越後北部の有力な国人で揚北衆の一人。嫡男ではなかったが、父の時長が長尾氏に反乱を起こし、居城が落城した際、兄の弥次郎が戦死したため、後継となった。永正6年（1509年）には父の時長も没し、家督を継承した。天文4年（1535年）、色部氏の内紛をきっかけに本庄氏の不満分子が色部氏家中にも呼びかけて両氏に対する反乱を起こす計画がある事が発覚した。これを機に色部勝長・鮎川清長との同盟を強化する。越後の守護である上杉氏に従って長尾為景と争ったが、天文8年（1539年）、一転して上杉定実と伊達実元の養子縁組に反発して挙兵し、大宝寺氏と同盟を結んで定実や揚北衆の中条藤資、それに加担する伊達氏の援軍と戦う。同族である鮎川氏とは境界上にある下渡島城の支配を巡って対立したようであるが、色部勝長が両者の仲裁に入ったことで一応の終息はみたようである。しかし、出羽国の大宝寺氏救援のための遠征を行っている最中にかねてから兄に不満を抱いていた定実派の弟の小川長資とこれを支持した鮎川清長によって居城を奪われ、その衝撃により陣中で病に倒れて急死した。
なお、諸説あるものの村上山一帯に村上城を築いたのは、この房長であるとされている。